# Раптова повінь
У геоморфології, раптова повінь (англ. outburst flood), яка є типом мегаповені, — це катастрофічна рідкісна масштабна повінь, які включає раптовий викид води. Під час останньої дегляціації, численні проривні повені прильодовикових озер були спричинені проривами або льодовикових щитів або льодовиків, які утворювали дамби цих озер. Приклади таких старих раптових повеней або відомі з геологічного минулого Землі, або припускаються з геоморфологічних доказів на Марсі. Зсуви ґрунту, лахари, льодовикові морени та вулканічні дамби також можуть блокувати річки та створювати озера, а ерозія чи колапс таких перепон створює раптові повені.

## Визначення та класифікація
Мегаповені — це палеоповені, швидкість потоку яких була більшою за відомі у історичні часи. Їх досліджують за відкладами та ерозійними та конструкційними формами рельєфу, які утворили окремі мегаповені. Історичні повені, відомі нам за записами, переважно були пов'язані з метеорологічними подіями — сильними зливами, швидкісним таненням снігу тощо. Але у геологічному минулому Землі траплялись значно масштабніші повені.
Раптові повені переважно пов'язують з проривом бар'єру, який утворив озеро. З залежності від відповідального механізму, їх поділяють на наступні класи:
- колапс льодовикових дамб, які обмежували прильодовикові озера (Міссульські повені).
- швидка ерозія, танення льодовикових щитів (єкуллойпи).
- колапс земляних бар'єрів (обвалів або льодовикових морен).
- колапс вулканічних дамб, утворених потоками лави, лахарами або пірокластичними потоками.
- перевищення земляних або скельних бар'єрів
  - переповнення озера (напр., озеро Бонневіль).
  - перелиття океану через роздільну перетинку у безстічну область (напр., Занклійська повінь, Чорноморський потоп).

## Приклади

### Перелив озер, утворених обвалами
Прикладом катастрофічного переливу озера, утвореного обвалами, є прорив озера 10 червня 1786 року на річці Даду у провінції Сичуань, Китай. Після землетрусу обвал породи створив дамбу на річці Даду і утворилося озеро. Через 10 днів тиск води зруйнував цю дамбу, і раптова повінь простягнулась на 1400 км нижче за течією та вбила 100 000 людей.

### Тектонічні улоговини

#### Чорне море (бл. 7 600 років тому)

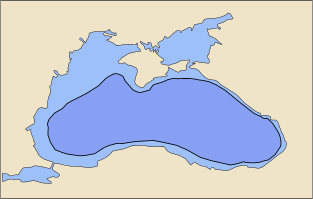
Чорне море сьогодні (блакитним) та у 5600 р. до н. е. (синім) за теоріями Раяна та Пітмана

За контроверсійною теорією Чорноморського потопу, зростання рівня Світового океану близько 7 600 років тому спричинило раптове заповнення прісного льодовикового озера Чорного моря солоною водою Егейського моря. Автори гіпотези потопу Раян та Пітман вважають, що «потужний потік солоної води у низинне прісне озеро єдиною катастрофічною подією став натхненням для міфології потопу» (Ryan and Pitman, 1998). Ця теорія залишається активним предметом суперечок між геологами, які почергово відкривають докази як на користь, так і проти існування потопу, а початкова теорія, що затоплення Чорного моря слугувало основою міфів про Всесвітній потоп лишається недоведеною.

#### Льодовикові потопи у Північній Америці (8 000-15 000 років тому)
У Північній Америці під час льодовикового максимуму не існувало Великих Озер у сучасному вигляді, але на їх місці формувались та рухались «прильодовикові озера» (обмежені кригою). Стік води з них також змінювався — то він був на південь, у систему Міссісіпі, то в Арктику, то на схід в Атлантику. Найбільш відомим з них було льодовикове озеро Агассіс. Коли льодовикові дамби руйнувались, з озера відбувався ряд великих повеней, які додавали величезні кількості прісної води до світових океанів.
Міссульські повені штатів Орегон та Вашингтон також були спричинені проривом льодовикових дамб і утворили Ченнелд Скебленд.
Прорив плювіального озера Бонневіль спричинив Бонневільську повінь бл. 14 500 років тому, коли його води змили запруду, яка складалась з двох протилежно розташованих конусів винесення, які заблокували каньйон. Озеро Бонневіль не було льодовиковим, але зміни клімату льодовикової доби визначали його рівень. Перший науковий звіт про мегаповінь Гілберта 1890 року описує саме цю подію.
Останнє з північно-американських прильодовикових озер, яке існувало на північ від сучасних великих озер, було названо геологами льодовикове озеро Оджибвей. Воно досягло найбільшого розміру бл. 8 500 years років тому, коли поєднувалось з озером Агассіс. Але його основний витік був заблокований великою стіною льодовиків, і стік з нього відбувався через притоки у річки Оттава та Святого Лаврентія далеко на південь. Десь між 8 300 та 7 700 років тому, танення льодовикової дамби над найбільш південною частиною Гудзонової затоки настільки витончило дамбу, що вона катастрофічно зруйнувалася. Берегові тераси озера Оджибвей показують, що його дзеркало було на 250 метрів над рівнем моря; обсяг води в озері зазвичай оцінюється у 163 000 кубічних кілометри. Цей обсяг був доданий до Світового океану лише за декілька місяців.
Деталі часу та швидкості змін після початку танення великих льодовикових щитів лишаються предметом досліджень.

#### Каспійське та Чорне моря (бл. 16 000 років тому)
Андрій Чепалига з РАНу запропонував теорію, яка датує затоплення низовини Чорного моря більш ранньою датою та з інших причин. За його теорією, глобальне потепління, яке почалося бл. 16 000 років, тому спричинило танення Скандинавського льодовикового щита, наслідком чого було значне збільшення стоку річкових вод у Каспійське море, що підняло його майже на 50 метрів від його поточного рівня, а Азовське море піднялось настільки, що відбувався скид води у Каспійське море. Це підняття рівня моря було настільки швидким, що улоговина Каспійського моря не змогла вмістити весь обсяг води і через північно-західну берегову лінію, через Кумо-Маницьку западину і Керченську протоку почався скид у басейн Чорного моря. На кінець Плейстоцену, це мало б підняти рівень Чорного моря на 60-70 метрів, на 20 метрів нижче його поточного рівня, що затопило великі території прибережних рівнин, які до того використовувались первісними людьми для поселень та полювання. На думку Чепалиги, саме це могло стати основою міфів про Всесвітній потоп.

#### Повені Червоного моря
Існування бар'єру через Баб-ель-Мандебську протоку, між Ефіопією та Єменом, могло бути джерелом раптової повені, схожої на затоплення Середземномор'я. За однією з теорій, подія озера Тоба, приблизно 69 000 — 77 000 років тому, спричинила масивне зниження рівня Червоного моря, оголивши цей бар'єр, що дозволило Homo sapiens залишити Африку маршрутом, альтернативним Сінаю. Знахідка сольових евапоритів на дні Червоного моря підверджує, що ця дамба існувала у різні періоди у минулому, а підняття рівня Світового океану у Фландрійській інтергляціал (та раніші інтергляціалні періоди) дозволяють припустити, що на цій території могли бути раптові повені.

#### Повені Ла-Маншу
У передостанньому льодовиковому максимумі стік у Атлантику з Північного моря з півночі був заблокований крижаною греблею, і вода, яка витікала з річок, накопичилась у величезне прісноводне льодовикове озеро у басейні сучасного Північного моря. Між Велд-оф-Кент та Артуа перешийок (плавно антисинклінальний крейдяний гребінь) висотою не більше 30 метрів над поточним рівнем моря утримував це льодовикове озеро у Па-де-Кале. Десь бл. 425 000 років тому та вдруге бл. 225 000 років тому або відбувався перелив води через перешийок, або цю греблю проривало, що спричинило величезну повінь, змінило витік Рейну з попередньої дельти на Ла-Манш, замінило вододіл «Дуврський перешийок» на значно нижчий, який пролягає від Східної Англії на схід, потім на південний схід до Хук-ван-Холланд та (при поточному рівні моря) відділило Британію від континентальної Європи. Гідролокаційне дослідження дна Ла-Маншу виявило незаперечні ознаки мегаповені у Ла-Манші: сильно еродовані канали та залишки острівців там, де відбувся колапс перешийка.

#### Занклійська повінь
Катастрофічний потоп заповнив улоговину Середземного моря 5,3 млн років тому на початку занклійської доби, яка завершила Мессінський пік солоності. Потоп почався, коли води Атлантичного океану прорвали перешийок в районі Гібралтарської протоки у висохлий басейн Середземномор'я після Мессінського піку солоності, під час якого Середземне море декілька разів висихало та знову наповнювалось. Ця подія отримала назву Занклійська повінь.
Середземне море не висихало під час останнього льодовикового максимуму; за оцінками рівень моря під час заледенінь Плейстоцену падав лише на 110—120 метрів.. Для порівняння, глибина Гібралтарської протоки, якою води Атлантики потрапляють у Середземне море, коливається між 300 та 900 метрами.